# 정수빈 (배우)
정수빈(1998년 8월 17일 ~ )은 대한민국의 배우이다.

## 학력
- 한국예술종합학교 연기과

## 드라마
- 2020년 : JTBC 드라마 《라이브온》 - 이선주 역
- 2021년 : OCN 드라마 《다크홀》- 여학생 2역
- 2022년 : 디즈니+ 드라마 《너와 나의 경찰수업》- 백선유 역
- 2022년 : 넷플릭스 드라마《소년심판》- 정미주 역
- 2022년 : 디즈니+ 드라마 《3인칭 복수》- 태소연 역
- 2022년 : SBS 드라마 《트롤리》- 김수빈 역
- 2024년 : MBC 드라마 《수사반장 1958》 - 봉난실 역
- 2025년 : U+모바일tv 드라마 《선의의 경쟁》 - 우슬기 역

## 영화
- 2025년 : 영화 《괜찮아 괜찮아 괜찮아!》 - 나리 역

## 광고
- 현대산업개발
- MARVEL

## 수상 목록
- 2023년 : SBS 연기대상 여자 신인상

## 연극
- 2019년 : 사,육
- 2019년 : 모토타운 - 제이드 역

## 영화
- 2019년 : 주근깨 - 주희 역
- 2020년 : 아주 특별한 인간
- 2021년 : 절해고도
- 2024년 : 괜찮아 괜찮아 괜찮아!